# چارلز یودلز
چارلز یودلز (هلندی: Charles Judels؛ ‏ ۱۷ اوت ۱۸۸۲ – ۱۴ فوریهٔ ۱۹۶۹) بازیگر و صداپیشه اهل هلند و مقیم ایالات متحده آمریکا بود.

## فیلم‌شناسی
- سان‌فرانسیسکو
- زیگفلد کبیر
- خانم سوئیسی
- آسان‌ترین راه
- پینوکیو
- بیگ شو
- فلوریان
- روابط نزدیک
- تومالیو
- فروشنده تاماله
- بگیر و تکانشان بده